# Монро (пирсинг)

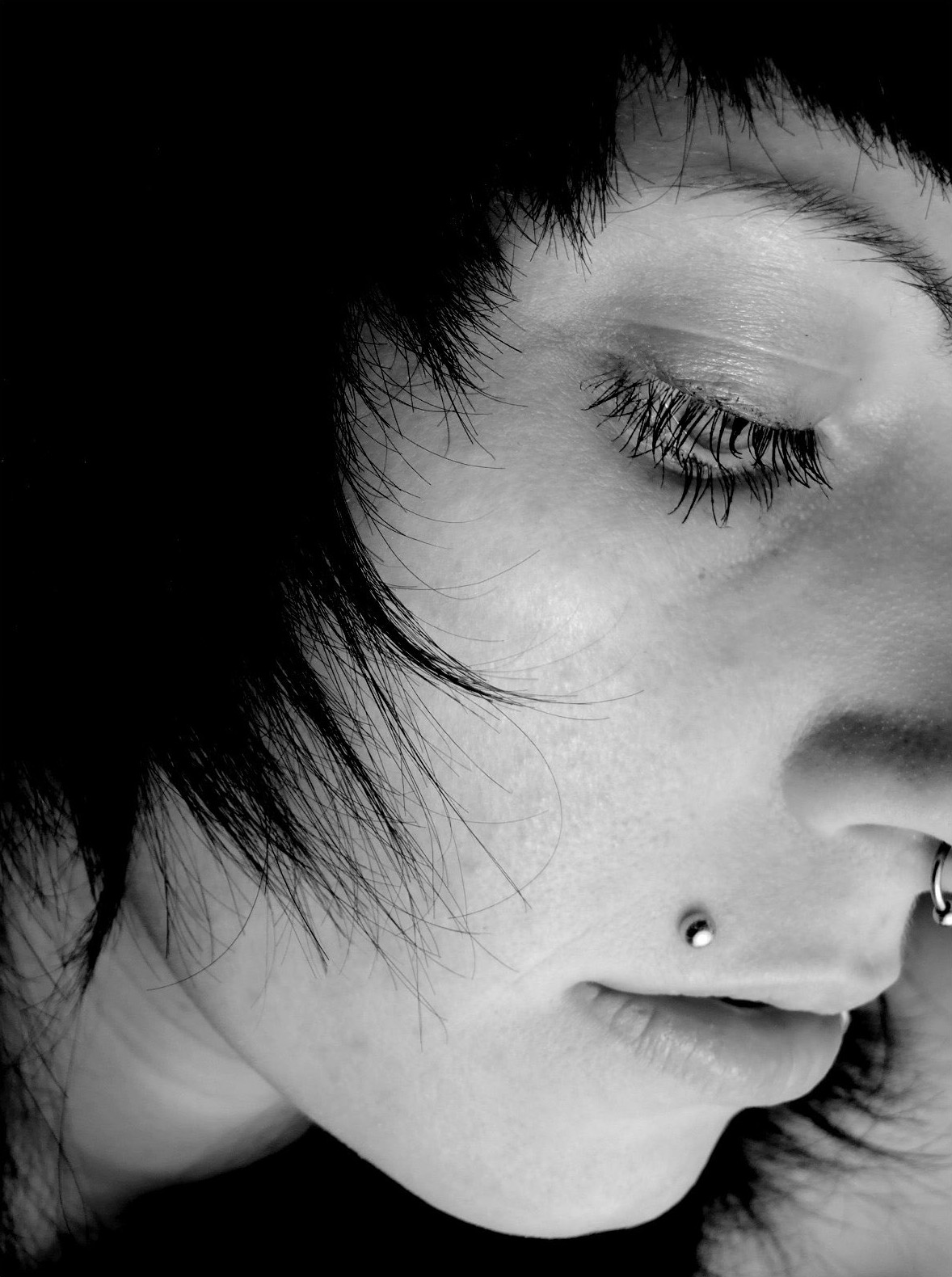

Пирсинг Монро (Мадонна) — вид орального пирсинга. Прокол производится в стороне от центра над верхней губой и имитирует родинку. Пирсинг Монро также называется «Мадонна» и «Кроуфорд» в честь знаменитых женщин, обладательниц родинки в области рта — Мэрилин Монро, Мадонны и Синди Кроуфорд.
Прокол Монро получил широкое распространение в 90-х благодаря Рейне — басисту группы Coal Chamber, также пирсинг Монро носят такие знаменитые женщины как Эшли Массаро, Матиа Буэна, также носила Эми Уайнхаус. Этот вид прокола более распространен среди женщин, однако имеет определённую популярность и среди мужчин, из известных мужчин его носит Сайрус Трейс.
В качестве украшения, как правило, используются лабреты с длинной штангой, которая укорачивается и подгоняется под толщину губы после полного заживления прокола.
Дополнительная вариация этого вида пирсинга — парный пирсинг Монро, при котором создаются два симметричных прокола с разных сторон над верхней губой. В большинстве случаев в качестве застёжки с внешней стороны используется металлический шарик или насадка из камня. Возможно припухание прокола в период заживления, требуется обработка, как с внешней, так и с внутренней стороны, чтобы украшение оставалось чистым. В период заживления необходимо регулярно обрабатывать пирсинг, чтобы избежать занесения инфекции. При грамотном уходе вероятность образования шрамов крайне низка и практически сводится к нулю.
Средний срок заживления прокола, в случаях, когда он сделан профессиональным мастером по пирсингу, составляет от 8 до 12 недель, в некоторых случаях заживление происходит уже за 3-6 недель.
В сравнении с другими видами пирсинга, прокол Монро относительно безболезнен благодаря тонкости ткани и малому количеству нервов расположенных на этом участке тела. Существует небольшой риск задеть верхнюю губную артерию, расположенную прямо над верхней губой.
Наличие или отсутствие болевых ощущений зависит от индивидуальных особенностей анатомии и точного места расположения пирсинга. У людей с полными губами или развитой мускулатурой лица прокол Монро может вызвать более дискомфортные ощущения в связи с большей плотностью тканей. Для женщин этот вид пирсинга комфортнее, так как у мужчин, вследствие регулярного бритья, кожа может грубеть, что усложняет прокалывание. Музыканты, играющие на духовых инструментах, также могут испытывать некоторый дискомфорт при прокалывании, так как вследствие их музыкальных практик у них особенно развита круговая мышца рта.
Как и при других видах орального пирсинга, при длительном ношении пирсинг Монро может привести к возникновению проблем с зубами и деснами. Металлический диск на конце штанги располагается в ротовой полости и прилегает к зубам и деснам, что может привести к повреждению десен или зубной эмали. Использование украшения из пластика может частично снизить риск. Альтернативным вариантом украшения в этой части лица, снимающим риск возникновения проблем с зубами и деснами, может стать микродермал.